# Світлинський район
Сві́тлинський район (рос. Светлинский район) — муніципальний район у складі Оренбурзької області Російської Федерації.
Адміністративний центр — селище Світлий, в якому розташований Буруктальський нікелевий завод.

## Географія

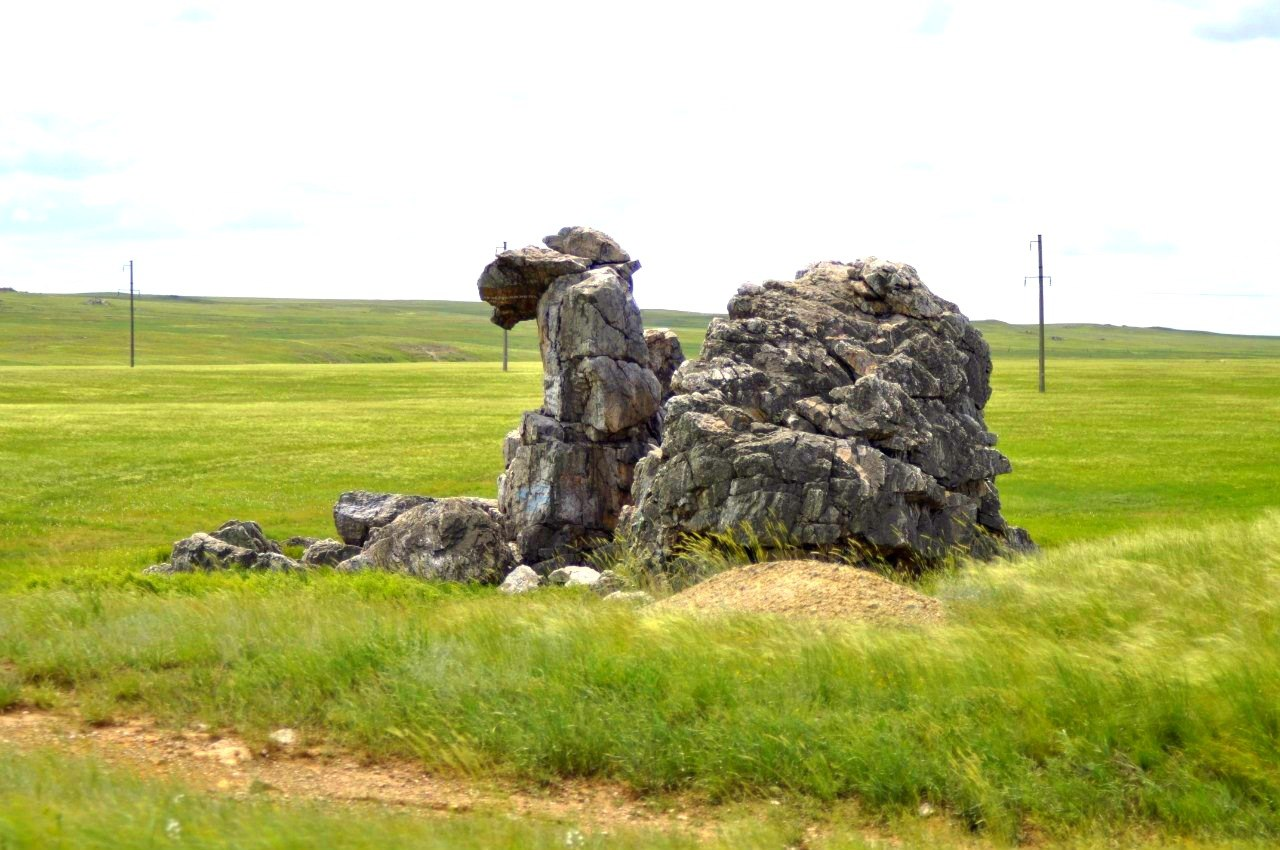
Скеля Верблюд на березі річки Ашису

Світлинський район розташований на сході Оренбурзької області. На півночі район межує по річці Тобол з Костанайською областю Республіки Казахстан, на півдні та сході — з Актюбінською областю Республіки Казахстан. На північному заході межує з Адамовським районом, на заході з Ясненським міським округом Оренбурзької області. Протяжність території району з півночі на південь 90 км і з заходу на схід — 96 км.

## Природа
Територія району входить в степову кліматичну зону і характеризується різкою континентальністю і зниженим зволоженням, холодною зимою і спекотним літом, бідністю атмосферних опадів. Світлинський район — найбільш безлісий в області, ліси займають близько 0,03 % площі району. Сінокоси і пасовища займають близько 38 % території району. Ґрунти глинисті, супіщані, суглинні, шебенево-суглинні і щебенево-супіщані, солончакові. Зустрічаються невеликі кам'янисті ділянки.
Світлинський район багатий красивими озерами і величезною різноманітністю водоплавних птахів.

## Історія
Район утворений 12 січня 1965 року.

## Населення
Населення — 11718 осіб (2019; 13876 в 2010, 18356 у 2002).

## Адміністративний поділ
Район адміністративно поділяється на 9 сільських поселень:
| Поселення                    | Площа, км² | Населення, осіб (2002) | Населення, осіб (2010) | Населення, осіб (2019) | Центр         | Населені пункти |
| ---------------------------- | ---------- | ---------------------- | ---------------------- | ---------------------- | ------------- | --------------- |
| Актюбінська сільська рада    | 418,81     | 1001                   | 554                    | 452                    | Актюбінський  | 1               |
| Восточна сільська рада       | 496,38     | 1156                   | 735                    | 509                    | Восточний     | 1               |
| Гостеприїмна сільська рада   | 653,51     | 1131                   | 724                    | 464                    | Гостеприїмний | 3               |
| Коскульська сільська рада    | 613,59     | 584                    | 323                    | 247                    | Коскуль       | 1               |
| Озерна сільська рада         | 1138,51    | 1296                   | 795                    | 424                    | Озерний       | 2               |
| Світлинська селищна рада     | 125,17     | 10013                  | 8590                   | 8057                   | Світлий       | 2               |
| Степна сільська рада         | 431,46     | 1004                   | 712                    | 529                    | Степний       | 2               |
| Супутниківська сільська рада | 476,46     | 993                    | 598                    | 369                    | Первомайський | 2               |
| Тобольська сільська рада     | 636,18     | 1178                   | 845                    | 667                    | Тобольський   | 1               |

- 2014 року ліквідована Цілинна сільська рада, територія увійшла до Світлинської селищної ради[4].

## Найбільші населені пункти
Нижче подано перелік населених пунктів з чисельність населення понад 1000 осіб:
| № | Населений пункт | Населення, осіб (2002) | Населення, осіб (2010) |
| - | --------------- | ---------------------- | ---------------------- |
| 1 | Світлий         | 9026                   | 7992                   |

## Господарство
Основа економіки — сільське господарство. Спеціалізація району — зернова і вовнових. Головна зернова культура — озима пшениця.
Спрямованість промисловості — видобувна: ТОВ «Буруктальський нікелевий завод» і Буруктальське рудоуправління (закритий і не функціонує з 2012 р).